# Fortaleza de Abuli
La Fortaleza de Abuli ( en georgiano:აბულის ციხე), es una estructura megalítica de la Edad de Bronce en el municipio de Akhalkalaki en la región de Samtsje-Yavajeti del sur de Georgia. Fortaleza ciclópea construida con técnica de albañilería seca, se encuentra en la ladera sur del monte Patara Abuli, a una altitud de 2.670 metros sobre el nivel del mar, en las montañas del Cáucaso Menor, al sureste del lago Paravani. La fortaleza está inscrita en la lista de los Monumentos culturales inamovibles de importancia nacional de Georgia.

## Arquitectura

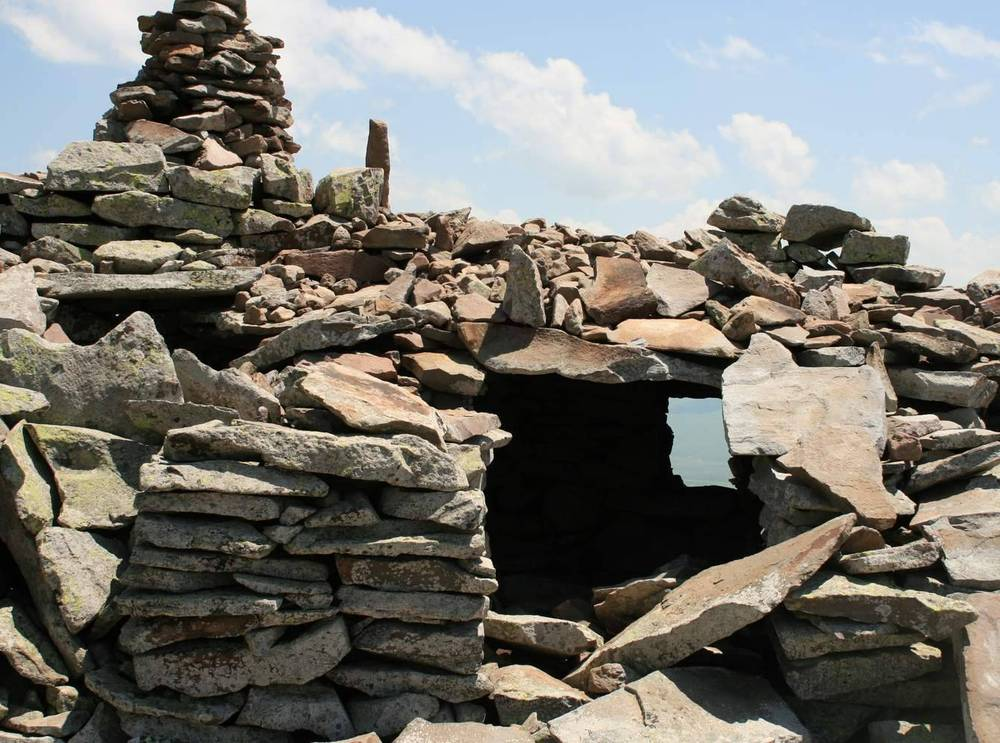
Fortaleza megalítica de Abuli.

La fortaleza de Abuli, conocida localmente también como Korogli (en última instancia del turco Koroğlu), comparte muchas características arquitectónicas con la Fortaleza Shaori, otro importante castro ciclópeo estratégicamente ubicado en el área alrededor del lago Paravani.
La fortaleza de Abuli es una estructura grande y compleja, construida con bloques de 3-5 metros de altura en basalto volcánico, sin usar mortero. Consta de una zona fortificada central, que incluye la «ciudadela» con una superficie de 60×40 metros. A la zona central se puede acceder a través de dos puertas desde el sur y el este. Las viviendas o escondites, de diferentes dimensiones y formas, están organizadas a veces en dos o tres niveles, constituyen la llamada «zona residencial» y se extienden hacia el este de la «ciudadela».

## Antecedentes arqueológicos

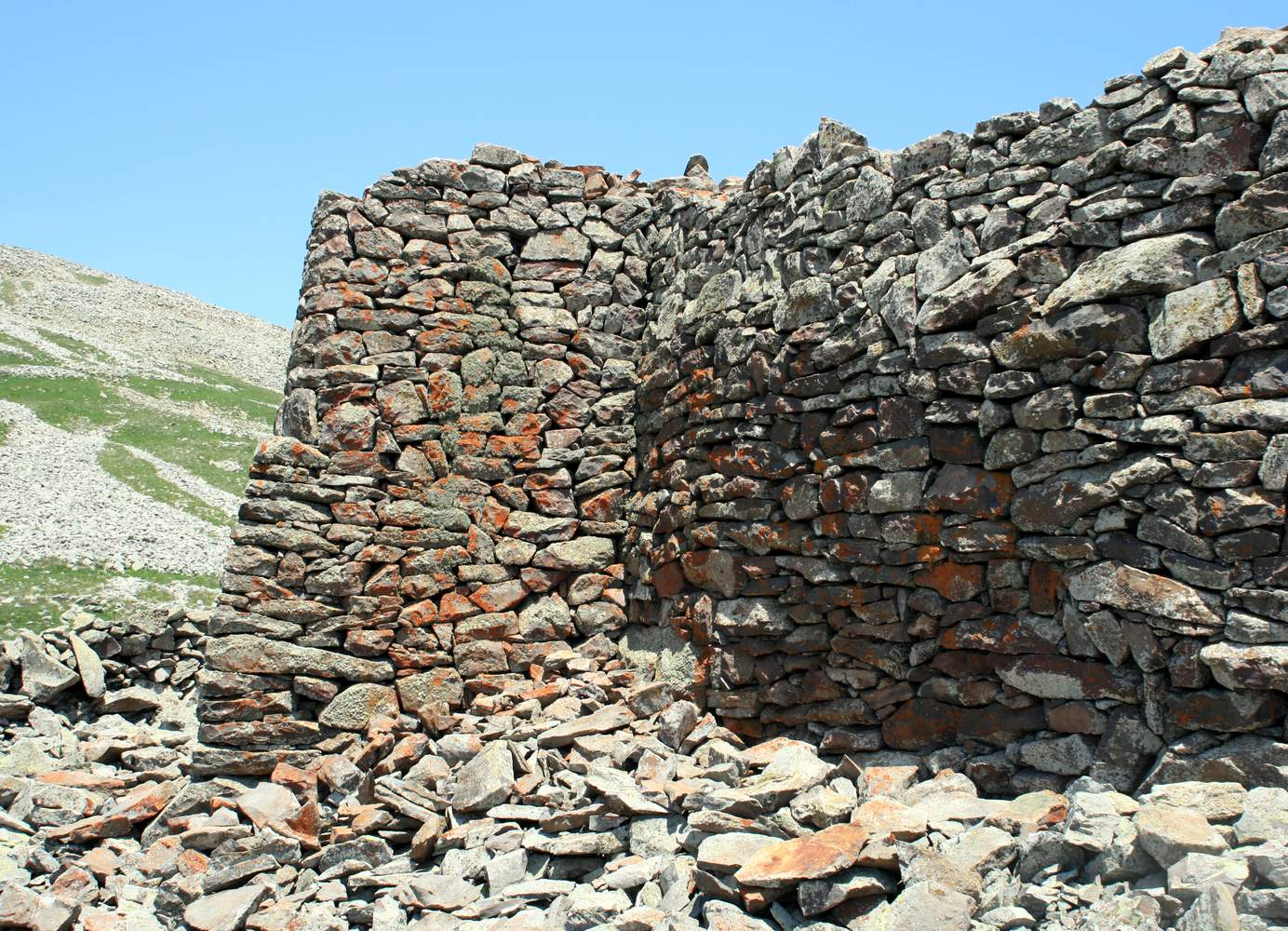
Restos de la fortificación de Abuli.

No se han realizado excavaciones arqueológicas en Abuli y Shaori, lo que dificulta la datación precisa o la asignación a una cultura particular. En general, la extensión de las fortalezas ciclópeas es un testimonio arqueológico de los cambios sociales en el Cáucaso Meridional en la Edad Media al Final del Bronce, que reflejan la diferenciación social y la aparición de élites recientemente empoderadas. Estos fuertes se construían típicamente en las empinadas laderas de las montañas. La distribución de los asentamientos y el material cultural sugieren que los responsables de estos fuertes de montaña ejercían el control sobre las tierras cultivables y sus recursos, pero también pueden haber proporcionado funciones económicas y defensivas para sus zonas del interior.